# TA-Swiss
Die Stiftung für Technologiefolgen-Abschätzung TA-Swiss (Eigenschreibweise TA-SWISS) ist ein Kompetenzzentrum der Akademien der Wissenschaften Schweiz, dessen Auftrag im Bundesgesetz über die Forschung festgehalten ist. TA-Swiss ist ein Beratungsorgan und wird durch die öffentliche Hand finanziert. Die Abkürzung «TA», mit der die Aktivitäten der Stiftung umschrieben werden, steht für Technologiefolgen-Abschätzung.

## Auftrag
TA-Swiss hat zum Ziel, technologische Entwicklungen zu untersuchen und mögliche gesellschaftliche, rechtliche, und ethische Auswirkungen der neuen Technologien aufzuzeigen. Eine weitere Aufgabe besteht darin, Debatten rund um wissenschaftliche und technologische Fragen zu fördern.
Die Empfehlungen, die im Rahmen der Projekte von TA-Swiss erarbeitet werden, dienen als Beitrag zur Entscheidungsfindung und sind für das Schweizer Parlament, den Bundesrat und die breite Öffentlichkeit bestimmt. Je nach Thema können auch andere Bereiche davon profitieren, wie zum Beispiel Berufsverbände, Unternehmen, Hochschulen, Interessenverbände oder öffentliche Verwaltungen. Die Medien werden in ihrer Funktion als Informationsmultiplikatoren ebenfalls regelmässig über die Aktivitäten von TA-Swiss orientiert.

## Organisation
Der Stiftungsrat ist für die strategische Ausrichtung und Gesamtleitung der Stiftung TA-Swiss zuständig. Er arbeitet eng mit dem Leitungsausschuss zusammen, der für die inhaltliche Ausrichtung zuständig ist. Der Leitungsausschuss besteht aus 10 bis 15 Mitgliedern aus verschiedenen Gesellschaftsbereichen. Zudem nehmen Gäste in Vertretung von Institutionen Einsitz im Leitungsausschuss.

## Aktivitäten
Die Aktivitäten der Stiftung für Technologiefolgen-Abschätzung lassen sich in zwei methodische Sparten unterteilen. Einerseits gibt die Stiftung interdisziplinäre, wissenschaftliche Studien in Auftrag, andererseits führt TA-Swiss partizipative Projekte durch, unter Einbezug und Mitwirkung von Bürgerinnen und Bürgern. Die thematischen Schwerpunkte von TA-Swiss sind: Biotechnologie/Medizin, Informationsgesellschaft sowie Mobilität/Energie/Klima.

## Geschichte
TA-Swiss nahm ihre Tätigkeit im Jahr 1992 auf. Aufgrund verschiedener parlamentarischer Vorstösse beauftragte der Bundesrat den Schweizerischen Wissenschaftsrat, während einer ersten Pilotphase von vier Jahren (1992–1995) ein schweizerisches System für Technikfolgenabschätzung (TA) aufzubauen.
In der Botschaft über die Förderung von Bildung, Forschung und Technologie in den Jahren 1996–1999 legte der Bundesrat die Grundlagen zur institutionellen Stabilität und zur Finanzierung der TA in der Schweiz. 1999 wurde die TA im Forschungsgesetz gesetzlich verankert. Der Bundesrat sicherte auf diese Weise die Unabhängigkeit der Stiftung für Technologiefolgen-Abschätzung, die bis 2007 dem Schweizerischen Wissenschafts- und Technologierat angegliedert war.
Eine Änderung im Forschungsgesetz legte die rechtliche Grundlage für die Eingliederung des TA-Swiss-Mandates in den Verein der Akademien der Wissenschaften Schweiz. TA-Swiss ist seit 2008 ein Kompetenzzentrum der Akademien der Wissenschaften Schweiz. Juristisch gesehen ist TA-Swiss seit 2016 eine gemeinnützige Stiftung und wird einzig durch öffentliche Mittel finanziert.
TA-Swiss ist Vollmitglied des European Parliamentary Technology Assessment und des Netzwerks Technikfolgenabschätzung (NTA).